# Filippo Galli
Filippo Galli (Monza, 19 de maio de 1963) é um ex-futebolista italiano, que atuava como zagueiro.

## Carreira
Em sua carreira, Filippo Galli jogou a maior parte no Milan, entre 1982 e 1996, participando de 217 partidas e marcando 3 gols. No período, chegou a defender o Pescara por empréstimo. Enquanto o sueco Nils Liedholm era o técnico dos rossoneri, integrou a defesa que já contava com os experientes Franco Baresi e Mauro Tassotti, além de um jovem Paolo Maldini. Porém, com a chegada de Arrigo Sacchi, perdeu espaço com a ascensão de Alessandro Costacurta. Sem espaço no Milan, assinou com a Reggiana em 1996.
Atuou também por Brescia, Watford e Pro Sesto, onde parou de jogar em 2004, aos 41 anos. Voltou ao Milan em 2006, para comandar as categorias de base, função que exerceu até 2014. Em 21 anos como profissional, conquistou 17 títulos.

## Carreira internacional
Sem chances na Seleção Italiana principal, defendeu a equipe Sub-21 entre 1984 e 1987. Pelos Azzurrini, jogou as Olimpíadas de 1984.

## Títulos
Milan
- Campeonato Italiano: 1987–88, 1991–92, 1992–93, 1993–94, 1995–96
- Supercopa Italiana: 1988, 1992, 1993, 1994
- Liga dos Campeões da UEFA: 1988–89, 1989–90, 1993–94
- Supercopa Europeia: 1989, 1990, 1994
- Mundial Interclubes: 1989, 1990